# 昌寧県
昌寧県（しょうねい-けん）は中華人民共和国雲南省保山市に位置する県。昌寧紅茶は、中国の地理標誌産品の一つとなっている。

## 歴史
- 1935年に昌寧県が設置される。
- 1949年10月1日 - 中華人民共和国雲南省保山専区が成立。保山県・竜陵県・騰衝県・昌寧県・鎮康県・双江県・潞西設治局・梁河設治区・盈江設治区・蓮山設治区・瑞麗設治局・隴川設治区・瀘水設治区・耿馬設治区が発足。(6県2設治局6設治区)
- 1956年4月29日 - 保山県・騰衝県・昌寧県・竜陵県・畹町鎮が徳宏タイ族チンポー族自治州に編入。
- 1963年12月18日 - 徳宏タイ族チンポー族自治州昌寧県が成立。
- 1970年 - 保山専区が保山地区に改称。(5県)
- 1983年9月9日 - 保山県が市制施行し、保山市となる。(1市4県)
- 2000年12月30日 - 保山地区が地級市の保山市に昇格(1区4県)し、昌寧県が行政管轄下に編入。

## 行政区画
下部に9鎮、1郷、3民族郷を管轄する。
- 鎮
  - 田園鎮、漭水鎮、柯街鎮、卡斯鎮、勐統鎮、温泉鎮、大田壩鎮、鶏飛鎮、翁堵鎮
- 郷
  - 更戛郷
- 民族郷
  - 湾甸タイ族郷、珠街イ族郷、耈街イ族ミャオ族郷

## 交通

### 道路
- 高速道路
  - 天猴高速道路（中国語版）
- 国道
  - G228国道

## 健康・医療・衛生
- 昌寧県人民医院
- 昌寧県中医医院
- 昌寧県婦幼保健院
- 昌寧県衛生防疫站